# Frank Sherwood Rowland
Frank Sherwood Rowland (Delaware, 28 de Junho de 1927 — Newport Beach, 10 de março de 2012) foi um químico estadunidense.
Recebeu o Nobel de Química de 1995 por explicar, juntamente com Mario Molina e Paul Crutzen, como é formada a camada de ozono e como ela é atacada pelo clorofluorcarboneto (CFC), usado em aerossóis, desodorantes e outros produtos domésticos.
Foi laureado com o Albert Einstein World Award of Science em 1994.

## Morte
Morreu em decorrênica do mal de Parkinson.  Ao ser informado sobre sua morte, o químico de renome e bom amigo Mario J. Molina afirmou: "Ele teve uma  influência primordial ao longo de minha carreira e inspirou a mim a  muitos outros a caminhar na sombra de sua grandeza". 